# Улрих IV фон Ханау
Улрих IV фон Ханау (на немски: Ulrich IV von Hanau; * 1330/1340; † между 16 септември и 14 октомври 1380) е от 1369/1370 г. господар на Ханау.
Той е най-възрастният син на Улрих III фон Ханау (1310 – 1369/1370) и графиня Аделхайд фон Насау († 1344), дъщеря на граф Герлах I фон Насау († 1361) и първата му съпруга Агнес фон Хесен († 1332).
Улрих IV се жени през 1366 или 1367 г. за графиня Елизабет фон Вертхайм (* 1347; † 28 февруари 1378), дъщеря на граф Еберхард I фон Вертхайм и Катарина фон Хоенцолерн-Нюрнберг. Те имат децата:
- Улрих V (1370 – 1419), управлява Ханау 1380 – 1404
- Райнхард II (1369 – 1451), управлява Ханау 1404 – 1451
- Йохан (1377 – 1411), съ-регент 1404 – 1411
- Конрад (пр. 1388- сл. 1419), клерик

Улрих IV умира през септември или октомври 1380 г. Погребан е в манастир Арнсбург.